# 武蔵野グリーンパーク野球場
武蔵野グリーンパーク野球場（むさしのグリーンパークやきゅうじょう）は、東京都武蔵野市西窪（現在の住所表記は緑町二丁目）にあった野球場。実働1シーズン、完成から解体までわずか5年であり、日本で最も短命に終わった球場とされる。

## 歴史

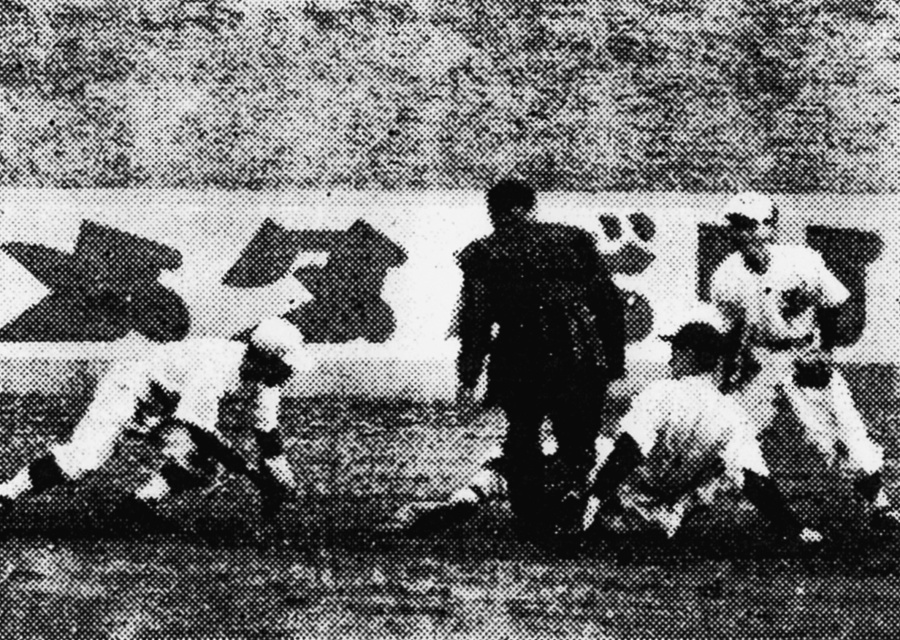
グリーンパーク野球場で行われた東立決勝戦

1951年（昭和26年）、首都圏では慢性的な球場不足で、プロ野球公式戦のほとんどは後楽園球場で開催されていた。これには明治神宮野球場が1952年（昭和27年）まで進駐軍に接収されており、シーズンオフの学生野球以外は日本人が自由に使用することができなかったという事情も背景にある。
グリーンパーク野球場は、こうした球場不足を解消し、プロ野球の運営をよりスムーズにすることを目的として、進駐軍より返還された国鉄（現・JR東日本）中央本線三鷹駅北側の中島飛行機武蔵製作所東工場（旧武蔵野製作所）跡地に建設された。
グリーンパークという名称は、終戦直後よりこの一帯を接収していたアメリカ軍が用いていた地名に由来する。
当時の公認野球規則に準拠した広いグラウンドと5万人を超える収容能力のスタンドを持つ本格的なスタジアムで、最大で1日3試合開催することを想定して更衣室が広く取られたほか、売店、喫茶店、ビアホールなども併設され、将来的には宿舎と練習場も建設される予定だったという。
経営母体は武蔵野文化都市建設株式会社（1950年〈昭和25年〉に株式会社東京グリーンパークに改称）という、旧中島飛行機の残留従業員労働組合が1947年（昭和22年）に土地の払い下げを受けて設立した会社で、社長は公職追放を受けた直後の松前重義、役員には武者小路実篤、徳川夢声、近衛秀麿など、錚々たる顔ぶれが名を連ねた。また、武蔵製作所への引込線跡を利用した、三鷹駅から野球場前の武蔵野競技場前駅に至る中央本線の支線（通称「武蔵野競技場線」）も1951年（昭和26年）4月14日に新設され、競技開催日には東京駅からの直通列車も運行された。また、西武鉄道が東伏見まで多摩川線を、京王帝都電鉄（当時）が田無まで井の頭線をそれぞれ延伸し、グリーンパークへのアクセスとする構想もあったが未成となっている。
当初より国鉄スワローズ（現・東京ヤクルトスワローズ）が本拠地球場として使用することを想定していたという説もあるが、グリーンパークと国鉄本社や球団との間に資本関係や、そうした約束のようなものがあったとは確認されていない。なお、国鉄球団の母体となった交通協力会が発行する「国鉄スポーツ」1951年3月25日号には「このほど開かれたセ・リーグ代表者会議で国鉄スワローズのフランチャイズに承認」と記されている。ただ、線路を再整備し特別列車を運行するなど、国鉄側がグリーンパークに協力的だったことは事実である。
グリーンパーク野球場は、1951年（昭和26年）4月14日より2週間に亘り行われた東京六大学の春のリーグ戦で初めて使用された。プロ野球のこけら落しは同年5月5日に開催された国鉄スワローズ対名古屋ドラゴンズ（現・中日ドラゴンズ）戦である。
しかし、工期の限られた突貫工事だったことに加えて、フィールドと外野スタンドの盛土は保水力の乏しいローム層のため、芝の生育が不完全な状態での開場となり、新球場のお披露目となる5月の試合では突風で砂塵が飛び交うなどコンディション面での決定的な悪印象を残してしまう。さらに（開場当時の感覚では）都心から遠い郊外地という地理条件もあって、選手や観客からはあまり好意的な評価は得られなかった。
また球場の名称も正式には「東京スタディアム」、通称（愛称）を「武蔵野グリーンパーク」にすることが提案されたが、新聞記事の文字数の制約上難しいと却下された。場所柄の問題から、表記もパ・リーグは「武蔵野球場」、セ・リーグは「三鷹球場」と異なっているなど、呼称についても不確定要素が多く、ファンの認知度も上がらなかった。
さらに不運なことに、翌1952年（昭和27年）には神宮球場の接収が解除され、川崎球場が開場、1954年（昭和29年）には駒沢球場が誕生するなど、首都圏の野球場不足も緩和されてしまった。地域フランチャイズ制度が正式に導入され、運賃収入が期待できることから国鉄スワローズが最有力候補とみられていたが、専用球場を持てば集客力の高い後楽園での興行権を失うため、都心のファンを捨ててまで地理的に分の悪い武蔵野に本拠地を移すメリットはなかった。球場の周囲でも、隣接する中島飛行機武蔵製作所西工場跡地に米軍将校住宅の建設が開始されるなど、情勢が刻々と変化する戦後占領下の混乱期でもあり、運営会社そのものが既に野球場経営に対する熱意を失っていたとも考えられる。

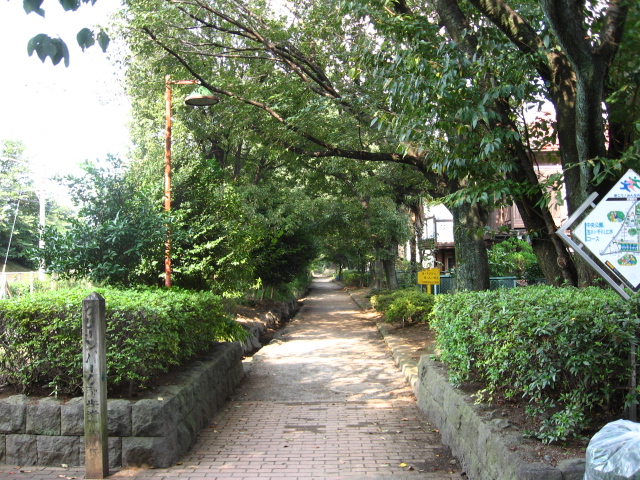
かつて武蔵野競技場線のレールがあった道は現在グリーンパーク遊歩道となっている。

こうした様々な不利な条件が重なったため、完成はしたもののほとんど使用されることなく打ち捨てられ、結局プロ野球では1951年（昭和26年）の1シーズン16試合、東京六大学も同年に19試合が行われたのみで閉鎖されることとなる。「武蔵野競技場線」も翌1952年（昭和27年）から休止状態となり、1959年（昭和34年）11月1日に正式に廃止された。廃線跡地は緑道となっているが、玉川上水にかかる人道橋には廃線跡を示すため、線路のモニュメントがある。
株式会社東京グリーンパークは、1953年（昭和28年）に解散し、野球場は1956年（昭和31年）に解体された。跡地は日本住宅公団に売却されて武蔵野緑町団地（現・武蔵野緑町パークタウン）となり、現在では円弧状の外周道路に囲まれた敷地形状にわずかな痕跡を留めるのみである。

## プロ野球公式戦開催実績
いずれも変則ダブルヘッダーで開催。
- 1951年5月5日 国鉄スワローズ 6-3 名古屋ドラゴンズ、読売ジャイアンツ 0-1 名古屋ドラゴンズ
- 1951年5月6日 読売ジャイアンツ 5-7 国鉄スワローズ、読売ジャイアンツ 0-2 名古屋ドラゴンズ
- 1951年6月2日 国鉄スワローズ 6-2 大洋ホエールズ、読売ジャイアンツ 1-6 松竹ロビンス
- 1951年7月16日 読売ジャイアンツ 6-5 国鉄スワローズ、読売ジャイアンツ 2-0 松竹ロビンス
- 1951年8月4日 国鉄スワローズ 4-0 松竹ロビンス、国鉄スワローズ 1-7 大阪タイガース
- 1951年8月5日 国鉄スワローズ 2-1 大阪タイガース、松竹ロビンス 0-3 大阪タイガース
- 1951年8月18日 大映スターズ 1-2 東急フライヤーズ、大映スターズ 2-7 毎日オリオンズ
- 1951年8月19日 大映スターズ 0-5 東急フライヤーズ、毎日オリオンズ 3-0 西鉄ライオンズ